# Kyle Murray
Kyle Murray (4 mei 1989) is een Canadees skeletonracer.

## Carrière
Murray maakte zijn wereldbekerdebuut in het seizoen 2018/19 en werd dat seizoen 35e maar nam ook maar aan 2 wereldbekerwedstrijden deel. In het seizoen 2019/20 werd hij 24e nadat hij een heel seizoen meedeed.

## Resultaten

### Wereldkampioenschappen
| Jaar | Plaats    | Resultaat                        |
| ---- | --------- | -------------------------------- |
| 2021 | Altenberg | 27e Individueel 10e gemengd team |

### Wereldbeker
Eindklasseringen
| Seizoen   | Rang |
| --------- | ---- |
| 2018/2019 | 35e  |
| 2019/2020 | 24e  |
| 2020/2021 | /    |
| 2021/2022 | 41e  |